# Боккадассе

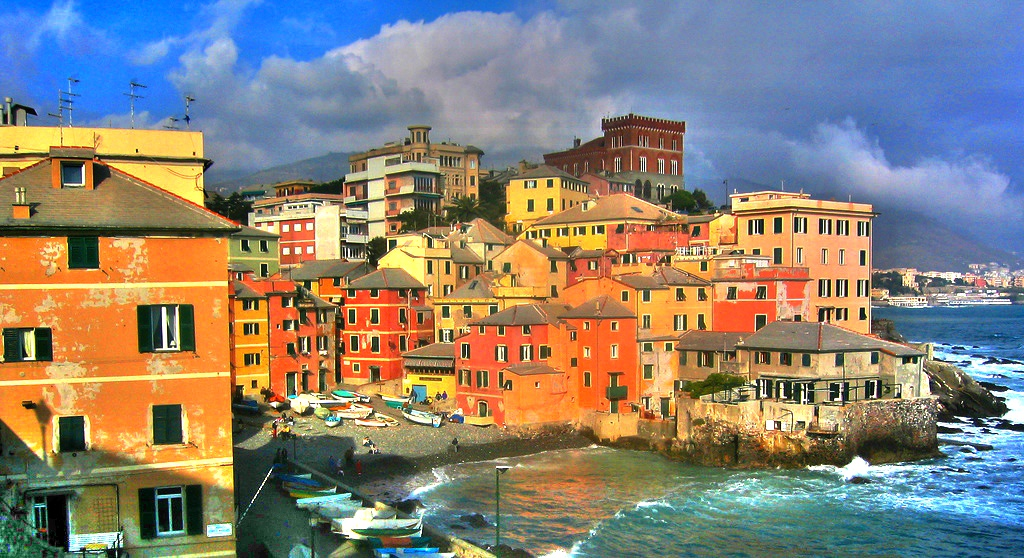
Боккадассе

Боккадассе (итал. Boccadasse, лиг. Boccadaze) — старый район Генуи, где живут моряки. Расположен в восточной части улицы Корсо Италия (ит.), главного приморского бульвара Генуи, в одном шаге от Via Aurora типичной узкой лигурийской улицы, которые именуют «creuza».
Происхождение названия не ясно. Одна из наиболее правдоподобных гипотез заключается в том, что название происходит от формы побережья на котором расположен район, таким образом, топоним может быть генуэзским сокращением от названия ослиного рта — boca d’aze. По другой теории, название происходит от потока, который имел обыкновение течь через деревушку — asse, таким образом название может значить водосброс asse.
Боккадассе привлекает туристов узким пляжем, расположенным с восточной стороны мыса Санта-Кьяры, и замком, который был построен на вершине мыса в Новое время в подражании Средневековью. Посредине расположен ещё один крошечный пляж, состоящий из булыжников, на котором покоятся лодки местных моряков.